# Адријен Пети
Адријен Пети (фр. Adrien Petit; Арас, 26. септембар 1990) француски је бициклиста који тренутно вози за UCI ворлд тур тим — Интермарше—ванти. Освојио је по једном класике Тро бро леон и Париз—Троа.

## Каријера
Професионалну каријеру почео је 2011. у Кофидису, али је возио претежно трке за возаче до 23 године, а на Свјетском првенству у друмској вожњи за возаче до 23 године освојио је сребрну медаљу, завршивши иза Арноа Демара. Године 2012. завршио је Ле Самин класик на трећем мјесту и Бенш—Шиме—Бенш на другом мјесту, изгубивши у спринту од Адама Блајта, Године 2013. остварио је етапну побједу на трци Ла тропикале Амиса Бонго, што му је била прва побједа у каријери, а Ле Самин класик завршио је на трећем мјесту, док је 2014. освојио класик Тро бро леон и возио је Тур де Франс по први пут.
Године 2016. прешао је у Директ енержи, а током сезоне освојио је Ла тропикале Амиса Бонго трку, уз три етапне побједе и завршио је Париз—Рубе на десетом мјесту, побиједивши у спринту Петера Сагана. Године 2017. остварио је етапну побједу на трци Катре журс де Динкерк, на последњој етапи и завршио је на другом мјесту у класификацији по поенима, пет поена иза Клемена Вентуринија. Париз—Рубе је завршио на деветом мјесту, у спринту велике групе која је дошла на циљ 12 секунди иза водеће петорице, коју је одспринтао Грег ван Авермат. У јулу је возио Тур де Франс, гдје је четврту етапу завршио на петом мјесту у спринту, иза Демара, Александера Кристофа, Андреа Грајпела и Насера Буанија.
У фебруару 2018. завршио је Ле Самин класик на четвртом мјесту, минут и 18 секунди иза Никија Терпстре, а средином марта освојио је Париз—Троа класик, побиједивши у спринту испред Лоренца Манзена. Године 2019. завршио је Гент—Вевелгем на шестом мјесту у спринту, у којем је побиједио Кристоф, а Париз—Рубе је завршио на 15 мјесту, минут и 25 секунди иза Филипа Жилбера. У финишу сезоне завршио је Шал силс класик на четвртом мјесту у спринту, у којем је побиједио Атилио Вивијани, а такође је завршио Кампеоншип ван Фландерен на четвртом мјесту, у групи која је на циљ дошла четири секунде иза Јаника Стимлеа.
Послије двије сезоне током којих ниједну трку није завршио у првих десет, 2022. је прешао у белгијски тим Интермарше—ванти—гобер материокс, што му је био први тим ван Француске, а изјавио је да га убиједило интересовање Кристофа за њега и да се радује што ће бити дио његових успјеха. Током прве сезоне завршио је Гран при де Денен на трећем мјесту, иза Макса Валшајда и Дриса де Бонта. У априлу је возио Париз—Рубе, гдје је Матеј Мохорич напао на 29 km до циља, што је пратио Ив Лампар, а затим их је достигао и Дилан ван Барле. Ваут ван Арт, Том Девринт и Стефан Кинг су радили заједно у другој групи, док је Пети био у трећој групи. Ван Барле је напао на петом сектору, на 20 km до циља, што нико није пратио. Лампар је пао, због чега су га престигле и друга и трећа група и Пети је завршио на шестом мјесту, два и по минута иза Ван Барлеа, одспринтавши Јаспера Стојвена. Возио је Тур де Франс први пут послије 2017. гдје је радио за Кристофа на спринтерским етапама, а завршио је на 110 мјесту у генералном пласману.
Године 2023. возио је поново Тур де Франс, гдје је на етапи 15 добио награду за најагресивнијег возача. У генералном пласману завршио је на 143 мјесту.

## Резултати на тркама

### Резултати на гранд тур тркама
| Гранд тур трке  | 2013. | 2014. | 2015. | 2016. | 2017. | 2018. | 2019. | 2020. | 2021. | 2022. | 2023. | 2024. |
| --------------- | ----- | ----- | ----- | ----- | ----- | ----- | ----- | ----- | ----- | ----- | ----- | ----- |
| Ђиро д’Италија  | —     | —     | —     | —     | —     | —     | —     | —     | —     | —     | —     |       |
| Тур де Франс    | —     | 156   | —     | 164   | 126   | —     | —     | —     | —     | 112   | 143   |       |
| Вуелта а Еспања | 130   | —     | —     | —     | —     | —     | —     | —     | —     | —     | —     |       |

| — | Није учествовао |
|   | Није завршио    |